# Doksy
Doksy (deutsch Hirschberg am See) ist eine Stadt im Okres Česká Lípa (Böhmisch Leipa) im Liberecký kraj in Tschechien.

## Geographische Lage
Die Stadt liegt in Nordböhmen im Tal des Robečský potok (Robitzer Bach) am Südufer des Sees Máchovo jezero in einer waldreichen Umgebung. Südöstlich erhebt sich der 603 m hohe Phonolith-Kegel des Bezděz (Bösig) mit der Ruine der Burg Bezděz (Burg Bösig).

## Geschichte

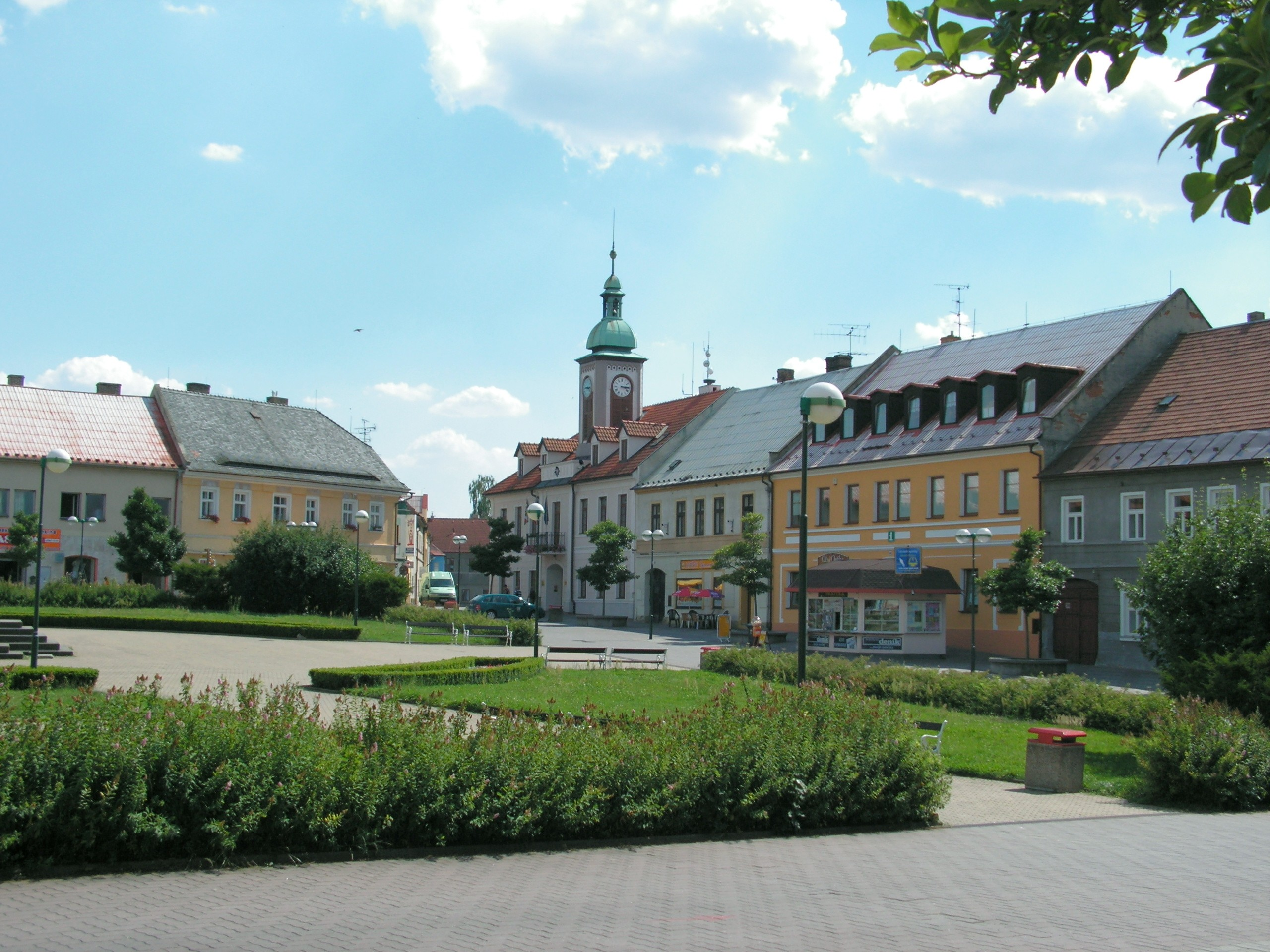
Stadtplatz

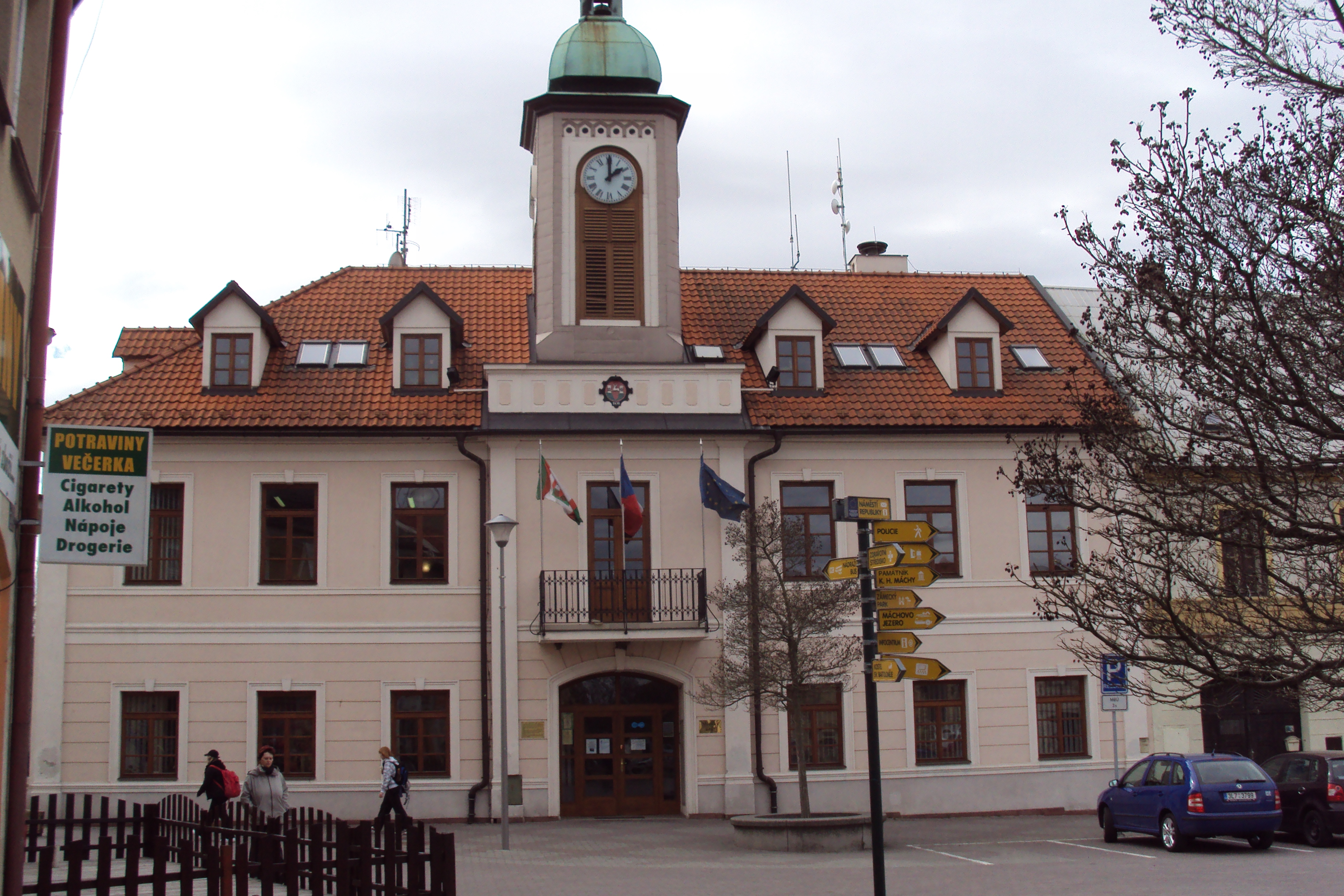
Rathaus

An der bereits bestehenden Siedlung Chulm gründete der böhmische König Ottokar II. Přemysl im Jahre 1264 das unbefestigte Städtchen Hirschberg/Doksy mit einem damals typischen Grundriss. Im Schutz der königlichen Burg Bösig gelang des dem Landesherrn, neue, vorwiegend deutsche Siedler anzuwerben. Diese waren schon bald gegenüber den eingesessenen tschechischen Bewohnern in der Überzahl. Ottokar II. Přemysls Vorhaben, die Stadt zur Königsstadt zu erheben, wurde nach dessen Tod 1278 nicht mehr verwirklicht. Kaiser Karl IV. veranlasste bei Hirschberg die Anlage eines Großteiches, der mit 350 ha der größte Nordböhmens war.
1460 gewährte Georg von Podiebrad dem Städtchen, das zum Bunzlauer Kreis gehörte, das Privileg der Gerichtsbarkeit sowie das Recht, einen Wochenmarkt abhalten und Bier brauen zu dürfen, was darauf hindeutet, dass sich die Herrschaft Hirschberg seinerzeit im Besitz der Königlichen Kammer befunden haben wird.
Am Anfang des 17. Jahrhunderts befanden sich die Herrschaft Hirschberg und das Städtchen im Besitz des Ladislaw von Seidlitz. Dessen Güter wurden nach der Schlacht am Weißen Berg vom Landesherrn konfisziert und am 13. Mai 1623 vom Grafen Jaroslav Borsita von Martinic erworben. Danach gelangte die Herrschaft Hirschberg an die Familie Heißenstein, anschließend an die Grafen Waldstein. Im letzten Quartal des 18. Jahrhunderts gehörte sie dem Reichsgrafen Vinzenz Waldstein-Wartenberg. Um 1834 besaß sie Christian Graf Waldstein-Wartenberg, der sie von seinem Vater, Ernest Graf Waldstein-Wartenberg († 1832), geerbt hatte.
Nach der Aufhebung der Patrimonialherrschaft im 19. Jahrhundert wurde das Städtchen dem Gerichtsbezirk Dauba zugeordnet.
Die Haupteinnahmequellen der Bewohner waren die Landwirtschaft und der Hopfenanbau sowie die Textilindustrie. In der ersten Hälfte des 19. Jahrhunderts betrieb der Unternehmer Franz Wünsche auf einer Anhöhe außerhalb des Städtchens eine Kattunfabrik, die nach einem verheerenden Brand im Jahre 1842 zum Erliegen kam. Am Ausgang des 19. Jahrhunderts wurden mehrere Sägewerke betrieben.
Nach dem Ersten Weltkrieg kam die Ortschaft 1918 an die neu geschaffenen Tschechoslowakei. Durch das Münchner Abkommen gehörte Hirschberg von 1938 bis 1945 zum Landkreis Dauba, Regierungsbezirk Aussig, im Reichsgau Sudetenland. Stadtrecht wurde nicht gewährt, und Hirschberg hatte den Status eines Marktfleckens. Im 20. Jahrhundert erlangte der im 14. Jahrhundert angelegte Großteich, der als Erholungsgebiet genutzt wird, wirtschaftliche und touristische Bedeutung.
Nach dem Zweiten Weltkrieg 1945 wurde die deutschsprachige Bevölkerung größtenteils enteignet und vertrieben. Später erhielt Doksy wieder Stadtrecht.
Am Máchovo jezero befindet sich ein Tourismusgebiet mit zahlreichen Restaurants, Unterhaltungsangebot und Diskotheken. Im benachbarten Sachsen ist der Ort daher auch als „Mallorca“ oder „Ballermann“ Tschechiens sowie als „Ibiza des Ostens“ bekannt.

## Stadtgliederung
Die Stadt Doksy besteht aus den Ortsteilen:
- Břehyně (Heidemühl)
- Doksy (Hirschberg am See) – Stadt
- Kruh (Kroh)
- Obora (Wobern am Bösig)
- Staré Splavy (Thammühl), 1850 eingemeindet
- Vojetín (Wojetin)
- Zbyny (Binai)
- Žďár (Zdiar)

Grundsiedlungseinheiten sind Bílý Kámen (Weißer Stein), Borný, Břehyně, Doksy-střed, Hajda, Jiráskova čtvrť, Klůček, Kruh, Máchovo jezero, Masarykovy sady, Obora, Pláž Doksy, Pod Borným, Selská rokle, Sídliště Pražská, Staré Splavy, Střelnice, Štědrá, Tovární vrch, U Čeplu, U dřevařských závodů, Vojetín, Za Šroubeným, Zbyny und Žďár.
Das Gemeindegebiet gliedert sich in die Katastralbezirke Doksy u Máchova jezera, Kruh v Podbezdězí, Obora v Podbezdězí, Vojetín, Zbyny und Žďár v Podbezdězí.

## Sehenswürdigkeiten

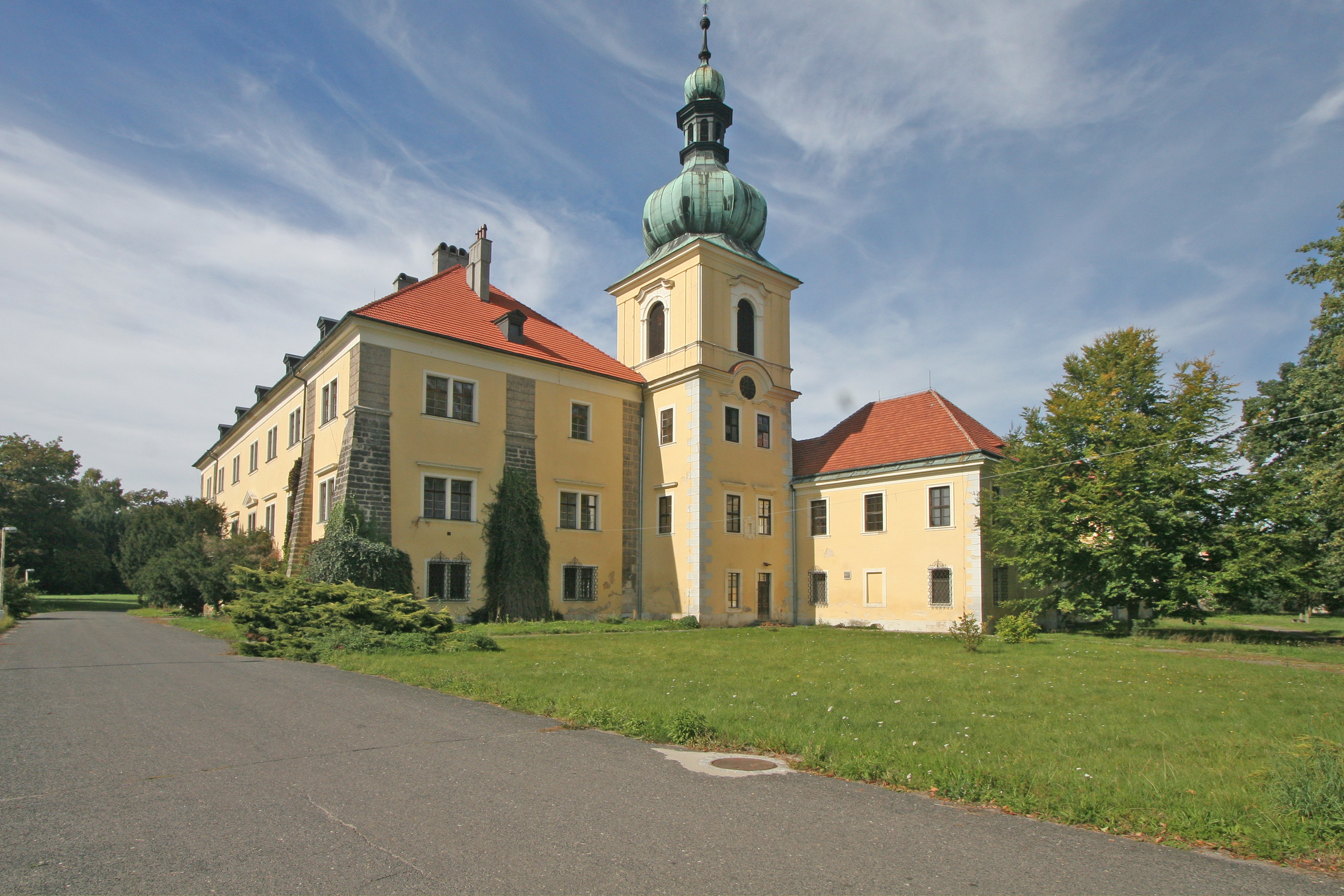
Schloss Hirschberg

- Die Pfarrkirche St. Bartholomäus ist für das Jahr 1585 belegt. 1748 und 1765 wurden die beiden Seitenkapellen angebaut.[5]
- Das im 17. Jahrhundert erbaute Schloss Hirschberg (Zámek Doksy), das von einem Englischen Park umgeben ist, beherbergt zwei Museen sowie das städtische Informationszentrum.
- Seit 1999 findet in Doksy das nach dem Máchovo jezero benannte Festival Mácháč für elektronische Tanzmusik statt.[13]

## Persönlichkeiten
- Wilfried Minks (1930–2018), Bühnenbildner und Theaterregisseur
- Angelus Waldstein OSB (1931–2023), Benediktinermönch
- Horst Gibtner (1940–2006), Politiker (CDU)

## Einwohnerentwicklung
| Jahr | Einwohner | Anmerkungen                                         |
| ---- | --------- | --------------------------------------------------- |
| 1830 | 1946      | in 247 Häusern, darunter eine israelitische Familie |
| 1850 | ca. 2300  | [ 15 ]                                              |
| 1857 | 2142      | am 31. Oktober                                      |
| 1900 | 2050      | deutsche Einwohner                                  |
| 1930 | 3114      | davon 412 Tschechen                                 |
| 1939 | 3139      | [ 17 ]                                              |

| Jahr      | 1970  | 1980  | 1991  | 2001  | 2003  |
| --------- | ----- | ----- | ----- | ----- | ----- |
| Einwohner | 4 685 | 5 468 | 5 075 | 5 063 | 5 025 |